# ملابداغ
ملابداغ، روستایی از توابع بخش سردرود شهرستان رزن است.

## جمعیت
این روستا در دهستان سردرود علیا قرار دارد و براساس سرشماری مرکز آمار ایران در سال ۱۳۹۵، جمعیت آن ۳۲۱۰ نفر (۹۰۱خانوار) بوده است.